# Ferrosur
Le Ferrocarril del Sureste (FSRR), appelé usuellement Ferrosur, est un chemin de fer Mexicain qui dessert les régions situées dans le sud-est de Mexico, dont l'importante ville portuaire de Veracruz.
Cette compagnie fut initialement contrôlée par Carlos Slim Helu via ses compagnies Grupo Carso et Grupo Financiero, jusqu'en novembre 2005, puis passa sous le contrôle de Grupo Mexico. 

## Les origines
Avec la mise en place de l'Accord de libre-échange nord-américain (ALENA) le 1er janvier 1994, le président Ernesto Zedillo proposa la privatisation des chemins de fer mexicain. En mars 1995, le gouvernement d'E. Zedillo modifia la Constitution du Mexique et annonça la privatisation de Ferrocarriles Nacionales de México (N de M jusque dans les années 1980, puis FNM). L'activité de FNM cessa définitivement en 1999, après l'octroi de concessions aux compagnies suivantes : 
- Transportación Ferroviaria Mexicana (TFM) : créé le 2 novembre 1996, et devenu Kansas City Southern de México (KCSM) en 2005.
- Ferrocarril Mexicano alias Ferromex : créé en février 1998.
- Ferrocarril del Sureste alias Ferrosur : fondé le 29 juin 1998, ce chemin de fer remporta 2 concessions qu'il fusionna le 7 janvier 2000.
- Terminal Ferroviaria del Valle de México (TFVM) : créé le 1er mai 1998, désormais connu sous le nom de Ferrovalle ou Ferrocarril y Terminal del Valle de México FTVM.

## La tentative de fusion Ferromex / Ferrosur
En 2002, un projet de fusion entre Ferromex et Ferrosur fut proposé. En raison de l'opposition de Grupo Transportacion Ferriviaria Mexicana (TFM), concurrent de Ferromex, la Comisión  Federal de la Competición (CFC) rejeta la fusion. 
Cependant le 26 novembre 2005, Grupo Mexico, propriétaire de Ferromex, racheta Infraestructura y Transportes Ferroviarios, maison mère de Ferrosur et de Texas Pacifico Transportation (TXPF), petite compagnie nord-américaine. La transaction s'élevait à 309 millions de dollars. Dès la fin novembre 2005, Kansas City Southern de México (KSCM), successeur de TFM, déposa une plainte auprès du gouvernement mexicain pour empêcher la fusion de Ferromex et Ferrosur. 
La CFC rejeta cette fusion en juin 2006, statuant que la fusion conduirait à une concentration excessive dans les chemins de fer au détriment des consommateurs et des transporteurs. La Cour suprême de Justice de la Nation confirma en avril 2007 le refus de la CFC concernant la fusion. De plus des investigations conduites par la CFC sur les pratiques anti-concurrentielles réalisées par les deux firmes, débouchèrent sur des sanctions à l'égard de Grupo Mexico. Grupo Mexico déclara qu'il envisagerait la vente de ses chemins de fer si la fusion Ferromex / Ferrosur échouait. 
La fusion proposée ferait de Ferromex, la plus grosse compagnie de chemin de fer du Mexique avec 7 886 km de voies. L'épilogue de cette bataille juridique arriva en mars 2011 lorsque Ferromex fut autorisé à fusionner avec Ferrosur. 

## Le réseau
La compagnie exploite un réseau de 1 565 km, y compris la ligne principale située entre Mexico et Veracruz, dont le port ouvert sur le golfe du Mexique et l'océan Atlantique, est le plus actif du pays.